# Cosenza
Cosenza är en stad och comune i provinsen Cosenza i Kalabrien, södra Italien, belägen vid sammanflödet av de två floderna Busento och Crati. Kommunen hade 67 270 invånare (2018).
Tack vare sin kulturella historia var Cosenza under antiken känd som Kalabriens Aten. Cosentiska akademien var en av de första akademierna som grundades i Europa (1511). Idag är staden en fortsatt viktig kulturell plats med flera museer, teatrar, bibliotek och Kalabriens universitet.
Bruttierna anlade staden på 300-talet f.Kr. som blev erövrad av romarna 204 f.Kr.

## Geografi
Cosenza ligger 238 meter över havet i en dal mellan Silabergen och kustbergen. Den gamla staden, överskuggad av sitt slott, vetter mot floden Crati, och den nya staden ligger mer norrut, bortom floden Busento.

## Kända personer från Cosenza
- Aulo Giano Parrasio (1470-1521), humanist
- Bernardino Telesio (1509-1588), filosof
- Pietro Negroni (1505-1565), målare
- Antonio Serra (1500-talets senare hälft), ekonom
- Sertorio Quattromani (1541-1607), filosof
- Francesco Saverio Salfi (1759-1832), filosof
- Nicola Misasi (1850-1923), författare
- Alfonso Rendano (1853-1931), pianist och kompositör
- Alessandro Longo (1864-1945), kompositör och musikteoretiker
- Stefano Fiore (född 1975), fotbollsspelare